# George Sauer
George Henry Sauer Jr. (Sheboygan, 10 novembre 1943 – Westerville, 7 maggio 2013) è stato un giocatore di football americano statunitense che ha giocato nel ruolo di wide receiver per la maggior parte della carriera con i New York Jets nella American Football League (AFL) e nella National Football League (NFL).

## Carriera
Sauer iniziò a giocare con i Jets nel 1965. Nel 1967 guidò la AFL in ricezioni. L'anno successivo, i Jets vinsero il Super Bowl III battendo i favoritissimi Baltimore Colts, in una delle più grandi sorprese della storia del football. In quella partita partì come titolare e ricevette 8 passaggi. Rimase coi Jets fino al 1970, in quella che fu la prima stagione della franchigia nella NFL.

## Palmarès
- Campionati AFL : 1

New York Jets: 1968
- Super Bowl : 1

New York Jets: Super Bowl III

## Statistiche
| Ricezioni              | 309   |
| Yard ricevute          | 4.965 |
| Touchdown su ricezione | 28    |